# Il superuomo/Puoi farmi piangere
Il superuomo/Puoi farmi piangere è il secondo singolo su 7" di Gianni Pettenati e The Juniors pubblicato nel 1967 dalla Cetra. Il lato A del singolo conteneva il rifacimento in lingua italiana del brano statunitense Sunshine Superman di Donovan, mentre il lato B era I Put a Spell on You di Screamin' Jay Hawkins.

## Tracce
Lato A
1. Il superuomo (Sunshine Superman) (testo: Herbert Pagani – musica: Donovan)

Lato B
1. Puoi farmi piangere (I Put a Spell on You) (testo: Mogol e Vito Pallavicini – musica: Screamin' Jay Hawkins)